# Wilhelm Ebstein
Wilhelm Ebstein (Jawor, 27 novembre 1836 – Gottinga, 22 ottobre 1912) è stato un medico tedesco.

## Biografia
Studiò medicina presso l'Università di Breslavia con Friedrich Theodor von Frerichs e presso l'Università di Berlino con Rudolf Virchow e Moritz Heinrich Romberg, laureandosi da quest'ultima istituzione nel 1859. Durante lo stesso anno fu nominato medico presso l'Allerheiligen Hospital di Breslavia. Nel 1868 divenne capo-medico presso il Findelhaus; e dal 1874 professore presso l'Università di Gottinga, dove successivamente fu direttore dell'ospedale universitario e dispensario (dal 1877).

## Opere
Le specialità di Ebstein furono gli studi sulla malassimilazione e della nutrizione impropria, di cui introdusse una serie di nuove procedure di trattamento. Ebstein credeva che il grasso contenesse un valore nutritivo maggiore rispetto ai carboidrati. Le seguenti opere sono relative a problemi dietetici e metabolici:
- "Die Fettleibigkeit", etc., 7th ed., Wiesbaden, 1887.
- "Fett oder Kohlenhydrate", Wiesbaden, 1885.
- "Wasserentziehung und Anstrengende Muskelbewegungen," ib. 1885.
- Max Joseph Oertel: "Die Ebsteinsche Flugschrift über Wasserentziehung", Leipzig, 1885) .

- "Nierenkrankheiten Nebst den Affectionen der Nierenbecken und der Urnieren", in von Ziemssen's "Handbuch der Speziellen Pathologie und Therapie", 2d ed., vol. ix. .
- "Traumatische Leukämie," in "Deutsche Med. Wochenschrift," 1894.
- "Handbuch der Praktischen Medizin," ib. 1899.
- "Die Medizin im Alten Testament," Stuttgart, 1901.
- "Handbuch der Praktischen Medizin," (con Gustav Schwalbe), ib. 1901
- "Die Krankheiten im Feldzuge Gegen Russland," ib. 1902.
- "Dorf- und Stadthygiene," ib. 1902.
- "Die Medizin in Bibel und Talmud" - Medicina in (Nuovo Testamento e Talmud), ib. 1903.

Il suo nome è associato all'anomalia di Ebstein (un raro difetto cardiaco congenito) e dalla Febbre di Pel-Ebstein (una febbre rimpatica associata alla malattia di Hodgkin).